# Julskäret
Julskäret är en ö i Finland. Den ligger i Skärgårdshavet och i kommunen Kimitoön i den ekonomiska regionen  Åboland i landskapet Egentliga Finland, i den sydvästra delen av landet. Ön ligger omkring 65 kilometer söder om Åbo och omkring 150 kilometer väster om Helsingfors.
Öns area är 7,5 hektar och dess största längd är 390 meter i sydöst-nordvästlig riktning. Ön höjer sig omkring 20 meter över havsytan.